# Reinhardt Trollip
Reinhardt Trollip (3 de diciembre de 1993, Johannesburgo, Sudáfrica) es un jugador de tenis profesional sudafricano desde 2012. Comenzó a jugar en su ciudad natal. Al 21 de febrero de 2015, el estado de Trollip se encuentra pasivo en el ATP. 

## Carrera profesional

### 2012
Reinhardt Trollip se encuentra recién ascendido en el ranking ATP. Su primer partido oficial fue frente a Chris Eaton, perdió en 2 sets por 6-1, 6-1 en el torneo Challenger Soweto Open en el año 2011.

### 2013
En el 2013, Trollip participó en las rondas de clasificación del  Challenger de Johannesburgo 2013  donde le ganó a Julius Mutetwa por 6-1 y 6-2 en los 16avos de final de clasificación. Perdió finalmente en los Octavos de final en la clasificación ante Phenyo Matong por 3-6, 6-1 y 6-3.

## Torneos Challengers (1)

### Individuales

#### Títulos (0)
| Año  | Torneo      | Superficie        | Ind/Outdoor | Finalista   | Resultado |
| 2011 | Soweto Open | Polvo de ladrillo | Outdoor     | Chris Eaton | 6-1 6-1   |